# Calle 18 (línea de la Séptima Avenida–Broadway)
La Calle 18 es una estación en la línea de la Séptima Avenida-Broadway del Metro de Nueva York de la A del Interborough Rapid Transit Company. La estación se encuentra localizada en Manhattan entre la Calle 18 y la Séptima Avenida. La estación es servida las 24 horas por los trenes del servicio  y durante las madrugadas por el servicio .

## Enlaces externos

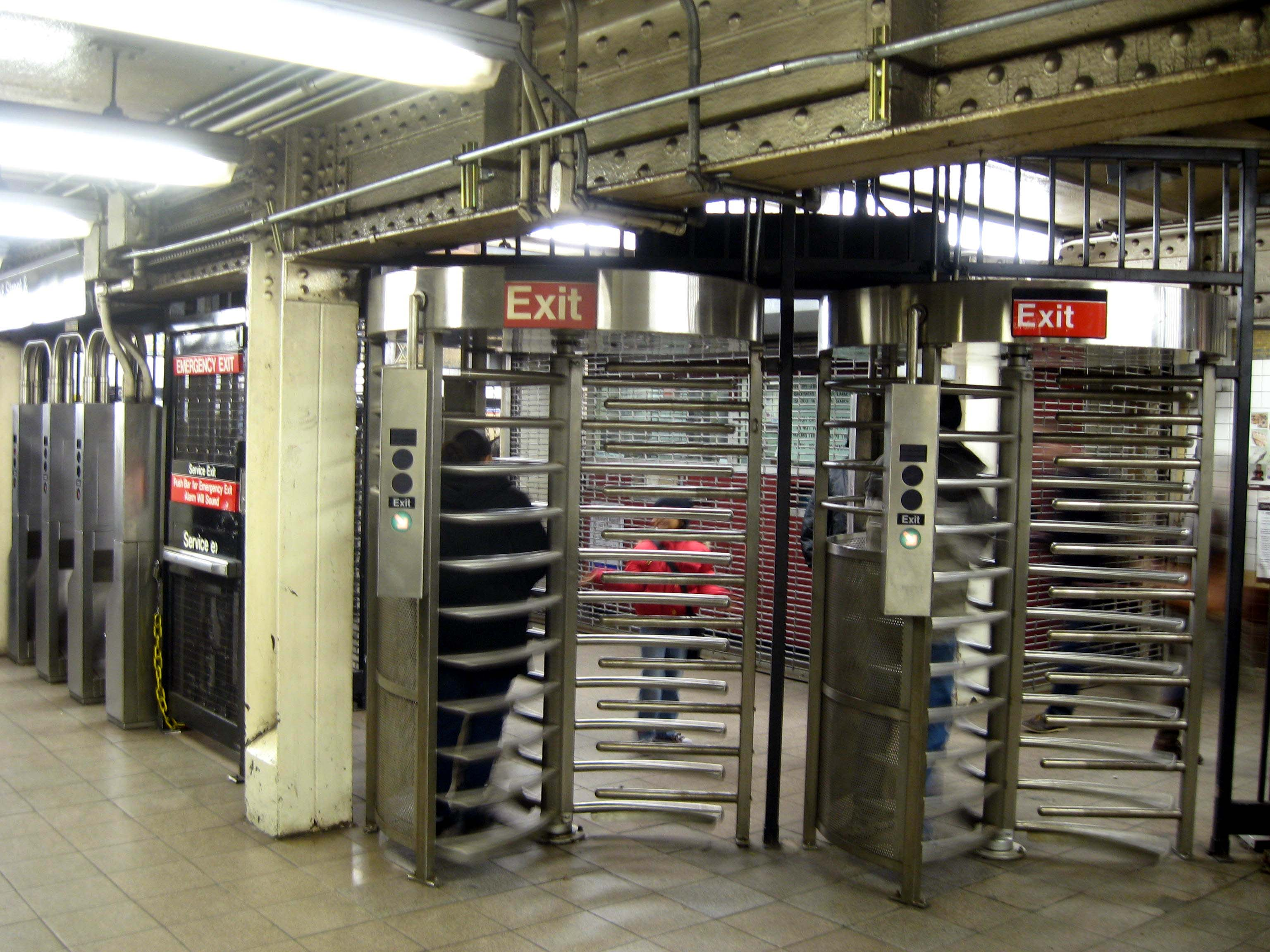
Lado sur.